# Pauline Serieys
Pauline Serieys est une actrice française née le 12 juin 1997 à Paris.
Elle a été présélectionnée en 2016 au César du meilleur espoir féminin pour son rôle dans Une famille à louer.

## Biographie
Elle est née en 1997. Ses parents lui proposent de faire des castings photo pour vaincre sa timidité. Inscrite dans une agence, elle se voit proposer d'interpréter à 7 ans le rôle d'une princesse enfant dans Palais royal !, film de Valérie Lemercier sorti en 2005.
Elle est ensuite retenue pour des rôles de figuration dans des longs-métrages, dans des téléfilms et des séries. Mais surtout elle obtient un rôle significatif dans un film de Jean-Pierre Améris, Une famille à louer sorti en 2015 et est présélectionnée pour le César du meilleur espoir féminin à la suite de ce rôle. Ceci la lance vraiment dans le milieu du cinéma. Pour elle, interpréter des rôles lui permet de mettre à profit un trop-plein d'émotions en elle. Elle arrête ses études pour se consacrer à ce métier.

## Filmographie

### Cinéma
- 2005 : Palais royal ! de Valérie Lemercier
- 2008 : Mes amis, mes amours de Lorraine Levy
- 2011 : My Little Princess d'Eva Ionesco
- 2015 : Une famille à louer de Jean-Pierre Améris
- 2019 : 100 kilos d'étoiles de Marie-Sophie Chambon
- 2019 : Notre dame de Valérie Donzelli
- 2022 : La Nuit du 12 de Dominik Moll
- 2022 : Annie colère de Blandine Lenoir
- 2024 : Louise Violet d'Éric Besnard

### Télévision
- 2009 : Beauté fatale, téléfilm de Claude-Michel Rome
- 2009 : Adresse inconnue
- 2013 : Code Lyoko Évolution, série en prise de vues réelles et animée, produite par MoonScoop : Laura Gauthier
- 2017-2019 : Les Grands (série télévisée) de Benjamin Parent et Joris Morio : Avril
- 2021 : Alex Hugo, Saison 7 épisode 1 La voie de l'esprit : Élise
- 2024 : Olympe, une femme dans la Révolution de Mathieu Buisson et Julie Gayet : Justine
- 2024 : Surface de Slimane-Baptiste Berhoun : Nadège Chabot
- 2025 : 37 Secondes de Laure de Butler : Katell

## Distinction
- César 2016 : présélection « Révélation » pour le César du meilleur espoir féminin pour Une famille à louer